# Roland Wöller

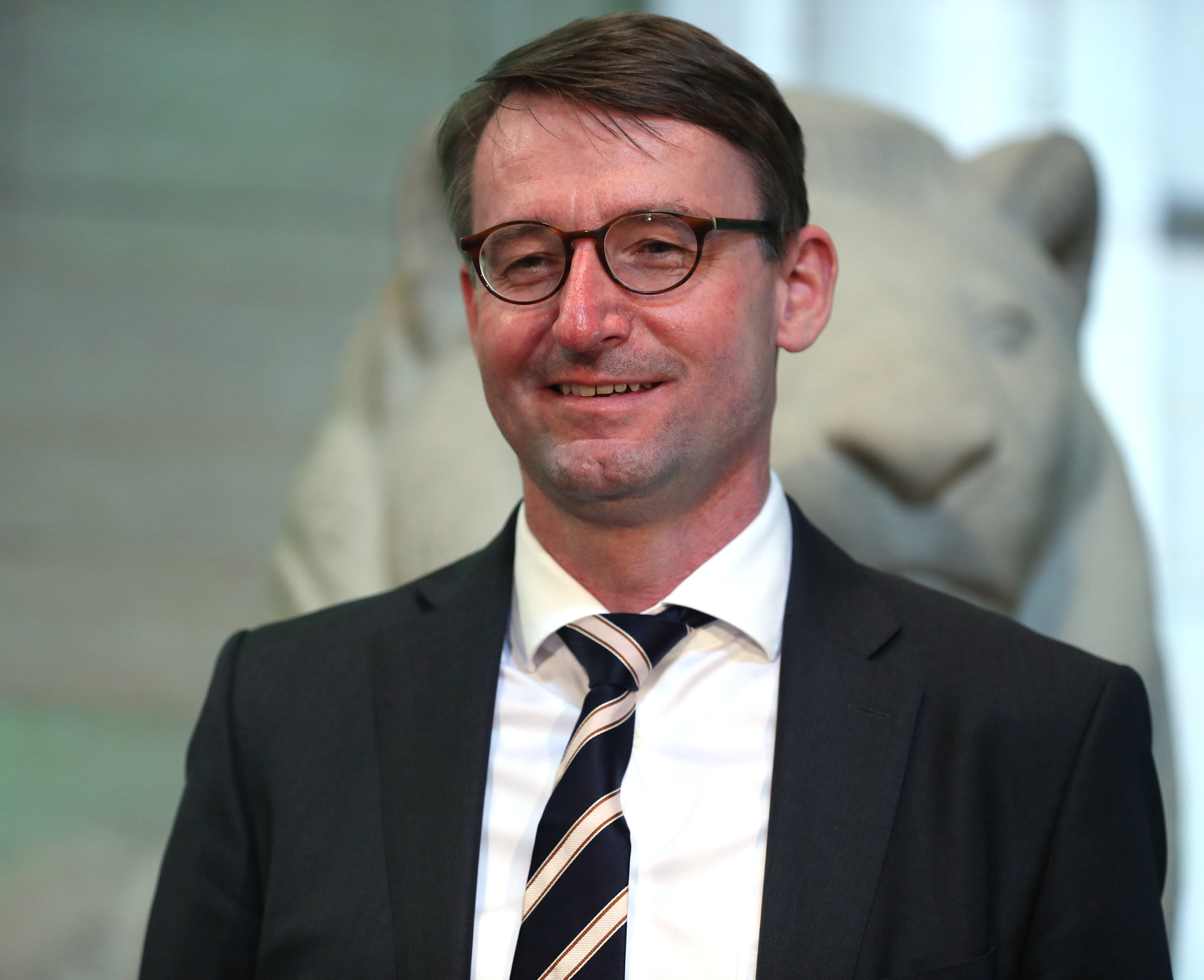
Roland Wöller (2022)

Roland Wöller (* 19. Juli 1970 in Duisburg) ist ein deutscher Politiker (CDU). Er war von 2007 bis 2008 Staatsminister für Umwelt und Landwirtschaft, anschließend bis zu seinem Rücktritt im Jahr 2012 Staatsminister für Kultus und Sport und von 2017 bis 2022 Staatsminister des Innern in Sachsen. Er war von 1999 bis 2024 Abgeordneter im Sächsischen Landtag.

## Familie, Ausbildung und Wissenschaft
Nach dem Abitur 1990 in Heilbronn absolvierte er eine Ausbildung zum Bankkaufmann bei der Dresdner Bank, bei der er anschließend in Freiberg, Görlitz und Tokio arbeitete. Das in Berlin aufgenommene Studium der Betriebs- und Volkswirtschaftslehre schloss er 1999 an der TU Dresden als Diplom-Volkswirt ab. Von Februar bis Oktober 1999 war er Chef des Leitungsbüros im Sächsischen Staatsministerium für Kultus. 2002 wurde er bei Ulrich Kluge am Fachbereich Geschichte der Philosophischen Fakultät der TU Dresden zum Dr. phil. promoviert. Von 2003 bis 2006 nahm er die Vertretung einer Professur (1/2-Stelle) an der Hochschule für Technik und Wirtschaft Dresden wahr. Von 2006 bis Februar 2015 war er dort befristet Professor für Volkswirtschaftslehre und Umweltökonomie. Seit 2007 war er als Mitglied der Landesregierung von der Tätigkeit eines Fachhochschullehrers beurlaubt und übte die Professur seit 2007 nicht aus.
2008 geriet seine Doktorarbeit unter Plagiatsverdacht. Der Promotionsausschuss der Philosophischen Fakultät der TU Dresden hielt 2011 die Menge der Übereinstimmungen zwischen der Magisterarbeit eines Studenten und Wöllers Dissertation für sehr bedenklich, auffällig waren darin gleiche Textpassagen. Die unabhängige Untersuchungskommission der TU hat den Vorwurf wissenschaftlichen Fehlverhaltens verneint. Es wurde weder ein Plagiat noch eine Urheberrechtsverletzung noch eine Täuschungsabsicht festgestellt. Das Verfahren wurde daraufhin eingestellt.
Wöller ist Mitglied der evangelisch-lutherischen Landeskirche. Er ist mit der Juristin und Politikerin Corinna Franke-Wöller verheiratet, hat einen Sohn und lebt in Freital. Seine Frau wurde durch die Empfehlung des Bundesentwicklungsministers Gerd Müller 2016 bei der Deutschen Gesellschaft für Internationale Zusammenarbeit, bei der Wöller auch als Berater tätig war (s. u.), Geschäftsführerin der Agentur für Wirtschaft und Entwicklung. Bei der Bundestagswahl 2021 kandidierte sie als Direktkandidatin der CDU im Wahlkreis Sächsische Schweiz – Osterzgebirge und auf Landeslistenplatz 8, verfehlte jedoch den Einzug in den Bundestag. Im Januar 2022 beendete sie ihre Tätigkeit als Geschäftsführerin der Agentur für Wirtschaft und Entwicklung.

## Politische Laufbahn

### Partei
Ab 1987 war Wöller Mitglied in der Jungen Union und seit 1988 ist er Mitglied in der CDU.
Er war von 1995 bis 1999 Vorsitzender des Landesverbandes der Jungen Union Sachsen und Niederschlesien und gehörte in dieser Zeit dem CDU-Landesvorstand an. Von 1999 bis 2010 war er Mitglied des Kreistags Weißeritzkreis sowie vom 22. September 2007 bis 26. August 2022 stand er der CDU Sächsische Schweiz-Osterzgebirge vor.

### Abgeordneter
Bei der Landtagswahl in Sachsen 1999 zog Wöller erstmals in den Sächsischen Landtag ein. Seit 2004 vertritt er dort den Wahlkreis Weißeritzkreis 1 bzw. den Wahlkreis Sächsische Schweiz-Osterzgebirge 1. Im Landtag leitete er seit 2002 den Arbeitskreis für Wissenschaft und Hochschule, Kultur und Medien der CDU-Fraktion. Er war bis 2010 auch Mitglied des Kreistages des Weißeritzkreises bzw. des Landkreises Sächsische Schweiz-Osterzgebirge.
Bei der Landtagswahl in Sachsen 2014 wurde er mit 45,1 % der Erststimmen erneut direkt in den Landtag gewählt und fungierte dort als Vorsitzender des Ausschusses für Wirtschaft, Arbeit und Verkehr. Bei der Landtagswahl in Sachsen 2019 wurde er im Wahlkreis Sächsische Schweiz-Osterzgebirge 1 mit 38,8 % der Erststimmen wiederum direkt gewählt. Nach der Landtagswahl in Sachsen 2024, bei der er nicht mehr kandidierte, schied Wöller als Abgeordneter aus.

### Ministerämter
Am 25. September 2007 wurde er von Ministerpräsident Georg Milbradt als neuer Sächsischer Staatsminister für Umwelt und Landwirtschaft im Kabinett Milbradt II vorgestellt. Von dessen Nachfolger Stanislaw Tillich wurde er am 17. Juni 2008 als Kultusminister in das Kabinett Tillich I berufen. In dieser Zeit gab es den „Müllskandal“ seitens des Unternehmens S.D.R. Biotec mit importiertem italienischen Müll nach Sachsen und der nicht ordnungsgemäßen Lagerung und Verarbeitung. Die Deutsche Umwelthilfe (DUH) warf ihm damals Falschaussagen vor.
Am 30. September 2009 wurde er in das Kabinett Tillich II übernommen. Am 20. März 2012 trat er von seinem Amt als Kultusminister zurück, da er den bildungspolitischen Kurs der sächsischen Staatsregierung – Kürzungen im Etat würden zwangsläufig zu einem Abbau an Lehrerstellen führen – nicht mehr mittragen wolle.
Am 18. Dezember 2017 wurde Wöller vom neuen sächsischen Ministerpräsidenten Michael Kretschmer zum Sächsischen Staatsminister des Inneren in dessen erstem Kabinett ernannt. In der Amtszeit Wöllers wurde das neue sächsische Polizeirecht vom Landtag verabschiedet, das am 1. Januar 2020 in Kraft trat. Das bisherige einheitliche Polizeigesetz wurde aufgegeben und durch ein Gesetz über Aufgaben, Organisation, Befugnisse und Datenverarbeitung der Polizeibehörden einerseits und des Polizeivollzugsdienstes andererseits ersetzt. Wesentliche Neuerungen waren die Einführung der Body-Cam, der gezielten Schleierfahndung in den Räumen der grenzüberschreitenden Kriminalität und die Ausrüstung von Spezialeinheiten der Polizei mit Tasern, Maschinengewehren und Handgranaten. Den Polizeivollzugsbeamten der Städte wurde der Einsatz von Tasern untersagt. Abgeordnete aus den Landtagsfraktionen von Bündnis 90/Die Grünen und der Linken erhoben am 1. August 2019 hiergegen eine Normenkontrollklage beim sächsischen Verfassungsgerichtshof. 
Im Bericht des Sächsischen Rechnungshofs für das Jahr 2023 wird explizit die Vergabe von Aufträgen an ein Beratungsunternehmen „rückwirkend“ und aufgrund des „besonderen Vertrauensverhältnis zum Staatsminister“ in Höhe von über 100.000 Euro moniert. Bei dem Beratungsunternehmen handelt es sich um den ehemaligen sächsischen Regierungssprecher Peter Zimmermann.
Am 22. April 2022 wurde er von Ministerpräsident Kretschmer aus seinem Amt als Innenminister entlassen. Ihm folgte Armin Schuster nach. Der Entlassung vorausgegangen waren mehrere Krisen und Skandale während Wöllers Amtszeit, insbesondere innerhalb der sächsischen Sicherheitsbehörden. So wurde Wöller Vetternwirtschaft bei der Vergabe des Chefpostens der sächsischen Polizeihochschule in Rothenburg vorgeworfen. Das MEK Leipzig soll Urlaubsreisen als Fortbildungsreisen deklariert und ohne Erlaubnis an einem privaten Schießtraining mit gestohlener Munition teilgenommen haben. Weiterhin sollen Beamte der Polizei Leipzig mit gestohlenen Fahrrädern gehandelt haben. An der Fachhochschule der Polizei Rothenburg kam es 2018 zu einem Prüfungsskandal. Wöller hat daraufhin die Einsetzung mehrerer Untersuchungskommissionen in Bezug auf Fahrradgate, Polizeihochschule und Spezialeinheiten beim Landeskriminalamt angeordnet, Strukturen verändert sowie Verantwortliche (wie den LKA-Präsidenten Petric Kleine) von ihren Funktionen entbunden.

## Wirtschaft
Von Januar bis August 2016 war er Geschäftsführer des Bundesverbandes mittelständische Wirtschaft. Ferner war er 2016 bis 2017 Berater für politische Strategie der Deutschen Gesellschaft für Internationale Zusammenarbeit.